# Lockdown 2009
Lockdown 2009 è stata la quinta edizione del pay-per-view prodotto dalla Total Nonstop Action Wrestling (TNA). L'evento si svolse il 19 aprile 2009 al Liacouras Center di Filadelfia, Pennsylvania.

## Risultati
| #        | Risultati | Stipulazioni | Durata |
| -------- | --- | --- | ------ |
| Pre-show | Eric Young ha sconfitto Danny Bonaduce | Six Sides of Steel cage match | 03:24  |
| 1        | Suicide (c) ha sconfitto Jay Lethal, Consequences Creed, Sheik Abdul Bashir e Kiyoshi                                                                               | Xscape match per il titolo TNA X Division Championship                                                                                        | 11:37  |
| 2        | ODB (con Cody Deaner) ha sconfitto Daffney, Madison Rayne e Sojournor Bolt                                                                                          | Queen of the Cage match | 06:05  |
| 3        | The Motor City Machine Guns (Chris Sabin e Alex Shelley) (c) hanno sconfitto The Latin American Xchange (Hernandez e Homicide) e No Limit (Naito e Yujiro)          | Three-way Tornado Tag Team Six Sides of Steel cage match per i titoli IWGP Junior Heavyweight Tag Team Championship                           | 11:49  |
| 4        | Matt Morgan ha sconfitto Abyss | Doomsday Chamber of Blood match | 12:26  |
| 5        | Angelina Love (con Velvet Sky) ha sconfitto Awesome Kong (c) (con Raisha Saeed) e Taylor Wilde                                                                      | Three-Way Six Sides of Steel cage match per il titolo TNA Women's Knockout Championship                                                       | 06:53  |
| 6        | Team 3D (Brother Devon e Brother Ray) (IWGP Champions) hanno sconfitto Beer Money, Inc. (James Storm e Bobby Roode) (TNA Champions)                                 | Winner Takes All Philadelphia Street Fight match sia per i titoli TNA World Tag Team Championship che per i titoli IWGP Tag Team Championship | 14:59  |
| 7        | Team Jarrett (Jeff Jarrett, Samoa Joe, A.J. Styles e Christopher Daniels) ha sconfitto Team Angle (Kurt Angle, Scott Steiner, Booker T e Kevin Nash) (con Sharmell) | Lethal Lockdown match | 23:01  |
| 8        | Mick Foley ha sconfitto Sting (c) | Six Sides of Steel cage match per il titolo TNA World Heavyweight Championship                                                                | 15:54  |
|          | (c) è riferito al campione in carica al momento dell'inizio del match.                                                                                              | |        |

### Xscape match
Ordine di eliminazione dell'Xscape match per il titolo TNA X Division Championship riportato alla seconda voce della tabella soprastante.
| Ordine di eliminazione | Lottatore          | Eliminato da                    |
| ---------------------- | ------------------ | ------------------------------- |
| 1°                     | Kiyoshi            | Consequences Creed e Jay Lethal |
| 2°                     | Consequences Creed | Sheik Abdul Bashir              |
| 3°                     | Jay Lethal         | Sheik Abdul Bashir              |
| 4°                     | Sheik Abdul Bashir | Suicide                         |
| Vincitore              | Suicide            |                                 |